# إرتسغيبيرغه آوه
نادي إرتسغيبيرغه آوه لكرة القدم (بالألمانية: Fußball Club Erzgebirge Aue e.V.) نادي كرة قدم ألماني يلعب في دوري الدرجة الثانية الألماني. تم تأسيس النادي في عام 1946.

## روابط خارجية
- FC Erzgebirge Aue